# Chó hỗ trợ

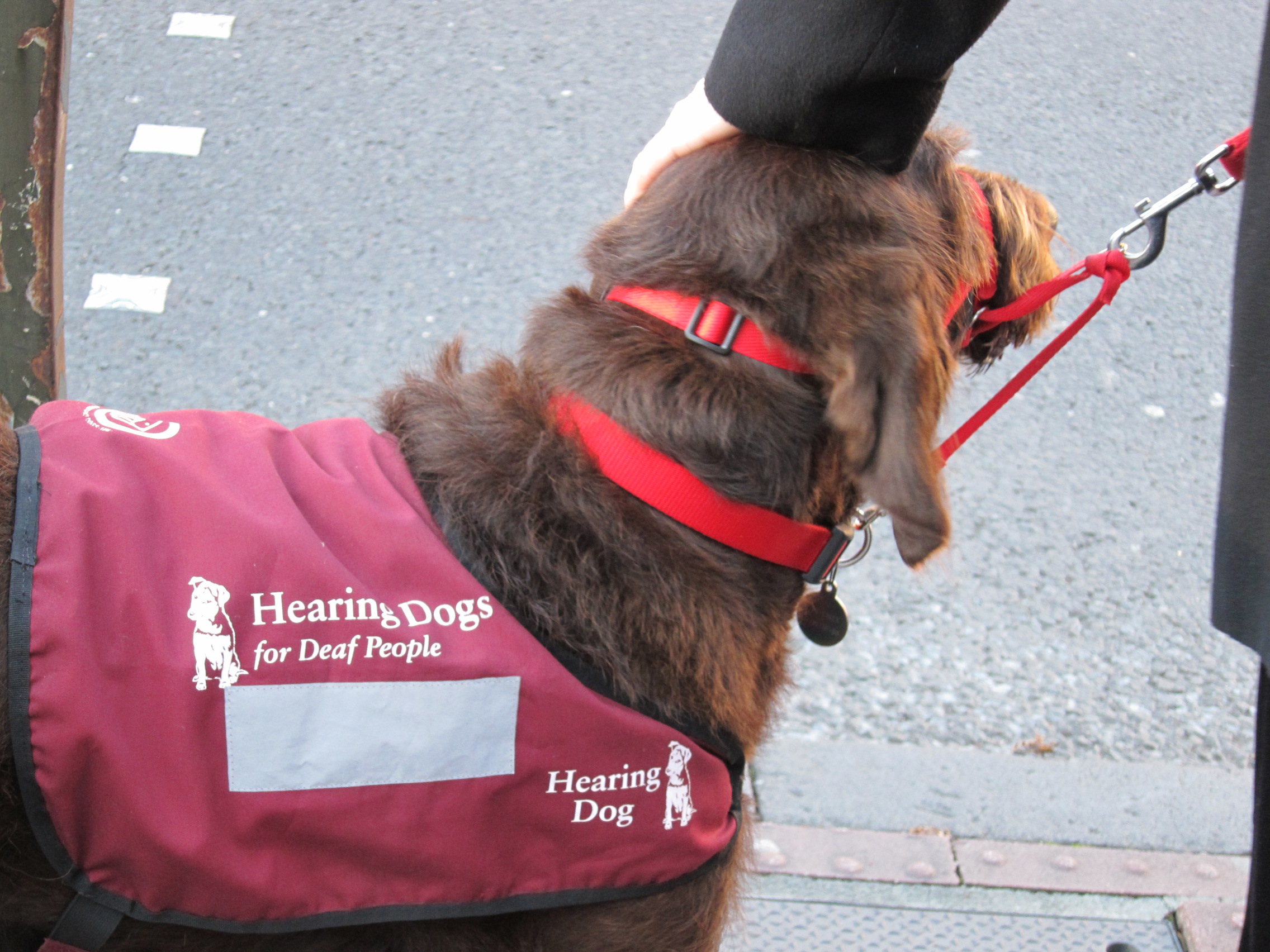
Chú chó trợ thính được vuốt ve trên đầu.

Chó hỗ trợ, được gọi là chó phục vụ ở Hoa Kỳ, là một con chó được huấn luyện để hỗ trợ hoặc giúp đỡ một người khuyết tật. Nhiều con được huấn luyện bởi một tổ chức hỗ trợ chó hoặc bởi người quản lý của chúng, thường là với sự giúp đỡ của huấn luyện viên chuyên nghiệp.

## Thuật ngữ
Chó hỗ trợ là thuật ngữ quốc tế được tạo ra để chỉ một con chó hỗ trợ người khuyết tật và được huấn luyện theo nhiệm vụ để giúp giảm thiểu khuyết tật của người điều khiển. Assistance Dogs International, một mạng lưới quốc tế gồm các nhà cung cấp chó hỗ trợ trên toàn cầu, lưu ý rằng có một số biến thể thuật ngữ ở các bang khác nhau, đặc biệt là ở Hoa Kỳ. Họ đang nỗ lực để thiết lập thuật ngữ toàn cầu nhất quán và lưu ý rằng 'chó hỗ trợ' là thuật ngữ được các tổ chức huấn luyện và cung cấp chó trợ giúp và những người tàn tật hợp tác với chó trợ giúp áp dụng.